# Hermann Ebert (fysiker)
Hermann Ebert, född den 20 juni 1861 i Leipzig, död den 13 februari 1913 i München, var en tysk fysiker.
Ebert blev 1887 assistent hos fysikern Eilhard Wiedemann i Erlangen, 1894 extra ordinarie professor i fysik i Leipzig, 1894 ordinarie professor i samma ämne i Kiel och 1898 vid tekniska högskolan i München.
Ebert författade ett stort antal avhandlingar, i många fall av betydande teoretiskt intresse. Tillsammans med Wiedemann undersökte han gasers elektriska ledningsförmåga och ljusets inflytande därpå, vilka undersökningar han sedermera fortsatte, särskilt med användning av växelströmmar av hög frekvens. Andra arbeten ligger optikens och elektromagnetismens områden. Från 1901 undersökte han huvudsakligen fenomen inom den atmosfärfysiken, särskilt luftelektriciteten.